# Cleofanto
Cleofanto de Corinto (626 años antes de la 1.ª olimpiada, o sea 1400 a. C.) está considerado entre los griegos como su primer artista en pintura.
Plinio dice que usó del ladrillo molido para colorear, lo que no parece verosímil porque la tierra roja que empleaba en su fabricación podía disolverse mejor antes de su decocción. Además, el mismo historiador da a entender que no pudo este Cleofanto acompañar a Italia a Demarato por el año 98 AUC-656 a. C.; y como Bularco (16.ª olimpiada-712 a. C.), que vendió a Candaules (rey de Lidia, de la raza de los Heráclidas) a peso de oro uno de sus cuadros que representaba la batalla de los magnesios, ya usaba las tintas necesarias para imitar los colores, se debe inferir que hubo dos Cleofantos, los dos pintores. 
El inventor de la pintura monochromata, es decir de un solo color, que se reducía a la tierra roja, almagre o almazarrón, fue precisamente mucho más antiguo que Cimón de Cleone. Fue el primero que marcó la musculatura y juego de los miembros, el que pintó las cabezas en escorzo vistas en todas sus actitudes. Fue más antiguo que Eumaro que distinguió los sexos, más antiguo que Higiemón, Dinias y Charmas, pintores monochromatas que fueron sus imitadores o copistas. Ha debido de ser anterior a Dédalo, el estatuario, que vivía, según los cálculos de Larcher, hacia 1400 a. C.
Y puesto que las vidas de los mencionados Cimón de Cleone, Eumaro, Higiemón, Dinias, Charmas y los otros pintores monochromatas suben a tiempos tan remotos que los griegos mismos no pueden asignarles época cierta, se ha fijado como fecha más probable para la vida de Cleofanto, el inventor de la pintura monochromata, en torno al referido año 1400 a. C.